# Laat me nu gaan
Chansons représentant la Belgique au Concours Eurovision de la chanson
Avanti la vie
(1984) J'aime la vie
(1986)
Laat me nu gaan (« Laisse-moi partir maintenant ») est une chanson interprétée par la chanteuse belge flamande Linda Lepomme pour représenter la Belgique au Concours Eurovision de la chanson 1985 qui se déroulait à Gothembourg, en Suède.
Elle a également été enregistré par Linda Lepomme en français sous le titre Délivre-moi ainsi qu'en anglais sous le titre Just a Charade (« Simplement une charade »).

## Thème de la chanson
La chanson est une ballade lente chantée du point de vue d'une femme pris au piège dans une relation sans amour. L'interprète demande à son amant de « la laisser partir » et se demande comment il ne pouvait voir que c'était nécessaire. 

## À l'Eurovision
Elle est intégralement interprétée en néerlandais, une des langues nationales, comme l'impose la règle entre 1976 et 1999. L'orchestre est dirigé par Curt-Eric Holmquist (en).
Il s'agit de la huitième chanson interprétée lors de la soirée du concours, après MFÖ qui représentait la Turquie avec Didai didai dai (en) et avant Adelaide qui représentait le Portugal avec Penso em ti, eu sei (en). À l'issue du vote, elle a obtenu 7 points (venant tous de la Turquie), se classant 19e et dernière sur 19 chansons,. 

## Classements

### Classements hebdomadaires
| Classement (1985)                      | Meilleure position |
| -------------------------------------- | ------------------ |
| Belgique (Flandre Vlaamse top 10)      | 1                  |
| Belgique (Flandre Ultratop 50 Singles) | 38                 |